# Malasia en los Juegos Olímpicos de París 2024
Malasia estuvo representada en los Juegos Olímpicos de París 2024 por un total de 26 deportistas, 13 hombres y 13 mujeres, que compitieron en 11 deportes.
Los portadores de la bandera en la ceremonia de apertura fueron el saltador Bertrand Rhodict Lises y la regatista Nur Shazrin Mohd Latif.

## Medallistas
El equipo olímpico malasio obtuvo las siguientes medallas:
| Nombre                  | Deporte   | Competición  |
| ----------------------- | --------- | ------------ |
| Oro                     |           |              |
| —                       |           |              |
| Plata                   |           |              |
| —                       |           |              |
| Bronce                  |           |              |
| Lee Zii Jia             | Bádminton | Individual M |
| Aaron Chia Soh Wooi Yik | Bádminton | Dobles M     |